# 總統盃少年足球錦標賽
總統盃少年足球錦標賽（簡稱總統盃）為一台灣少年足球競賽，於2007年成立，由行政院體育委員會與教育部主辦，中華民國足球協會與中華民國高級中等學校體育總會承辦。
第一屆總統盃從2007年9月起，透過校園預賽、各縣市複賽後，由1000多支學校球隊和800多支社區球隊，選拔出最後的53所校隊和36隊社區球隊，最終的全國決賽於2007年12月17日至20日在台中朝馬足球場舉行。

## 比賽結果
- 學校高男組：宜縣南屏國小、南縣佳里國小、北縣清水國小
- 學校高女組：屏縣古樓國小、苗縣錦水國小、花縣光復國小
- 學校中男組：中縣中華國小、桃縣國安國小、苗縣蟠桃國小
- 學校中女組：彰縣水尾國小、苗縣尖山國小、中縣中華國小
- 社區小高男組：宜縣凱旋社區、花縣富世社區、嘉縣東榮社區
- 社區小高女組：花縣東里村、嘉縣觸口社區、苗縣尖下社區
- 社區小中男組：宜縣武塔社區、中市國安社區、嘉縣溪北社區
- 社區小中女組：花縣和平村、嘉縣觸口社區、中縣烏日社區

## 縣市獎項
2007年的總統盃少年足球賽總獎金為600萬元新台幣，是繼2003年大專足球聯賽（1650萬）之後，台灣足球史上總獎金次高的比賽。獎金的分配按照體委會「（中華民國）96年少年足球推展計畫獎勵辦法」，分為總隊數獎、學童人口比例獎以及總統盃總積分獎，獎金都只頒給各縣市體健課，獎金限定做為各縣市規劃至國外參賽、或觀摩足球賽，或是購置足球相關器材、設備等，限定使用在推展足球上。
總隊數獎
以各縣市參加預賽總隊數為主，前6名縣市各頒100至20萬不等獎金。
1. 嘉義縣：學校隊數（549）、社區隊數（289）、總隊數（838）、獎金（100萬）。
2. 花蓮縣：學校隊數（463）、社區隊數（236）、總隊數（699）、獎金（80萬）。
3. 桃園縣：學校隊數（169）、社區隊數（217）、總隊數（386）、獎金（60萬）。

學童人口比例獎
前6名縣市各頒45至10萬元不等獎金。
1. 基隆市：學童人口數（30,077）、參賽總數（3,138）、比例（10.43％）、獎金（45萬）。
2. 澎湖縣：學童人口數（6,079）、參賽總數（595）、比例（9.79％）、獎金（35萬）。
3. 嘉義市：學童人口數（24,896）、參賽總數（1,548）、比例（6.22％）、獎金（25萬）。

總統盃總積分獎
總成績最佳前3名縣市獲頒60至20萬元獎金。
1. 花蓮縣：獎金（60萬）
2. 宜蘭縣：獎金（40萬）
3. 苗栗縣：獎金（20萬）

## 批評
在比賽結束之後，苗栗縣足球委員會總幹事批評部分縣市回報的預賽參賽隊數有作假之嫌。